# Ямацурі (Фукусіма)

36°52′17″ пн. ш. 140°25′29″ сх. д. / 36.87139° пн. ш. 140.42472° сх. д.
Ямацу́рі (яп. 矢祭町, やまつりまち, МФА: [jamat͡suɾʲi mat͡ɕi̥]) — містечко в Японії, в повіті Хіґасі-Сіракава префектури Фукусіма. Станом на 1 жовтня 2008 площа містечка становила 118,22 км². Станом на 1 січня 2009 населення містечка становило 6491 осіб.